# Eurhopalothrix bolaui
Eurhopalothrix bolaui é uma espécie de formiga do gênero Eurhopalothrix, pertencente à subfamília Myrmicinae.